# Puschwitz
Puschwitz (hornolužickosrbsky Bóšicy) je obec v Horní Lužici v německé spolkové zemi Sasko. Nachází se v zemském okrese Budyšín a má 762 obyvatel. Počtem obyvatel je Puschwitz nejmenší obcí okresu.

## Historie
První písemná zmínka o vsi pochází z roku 1245, kdy je zmiňován jistý Balduwinus de Bisziz. Název Puschwitz se prvně objevuje roku 1657. Roku 1936 byly k Puschwitz připojeny do té doby samostatné obce Guhra, Jeßnitz, Lauske a Wetro.

## Přírodní poměry
Puschwitz leží v Horní Lužici severozápadně od okresního města Budyšín a jihovýchodně od velkého okresního města Kamenz. Nejvyšším bodem území je Kirschberg (217 m). Bývalý hnědouhelný lom západně od Puschwitz je využíván jako skládka. U vsi Guhra stojí deset větrných elektráren. Obec není napojena na železnici.

## Správní členění
Puschwitz se dělí na 8 místních částí:
- Guhra (Hora)
- Jeßnitz (Jaseńca)
- Lauske (Łusč)
- Neu-Jeßnitz (Nowa Jaseńca)
- Neu-Lauske (Nowy Łusč)
- Neu-Puschwitz (Nowe Bóšicy)
- Puschwitz (Bóšicy)
- Wetro (Wětrow)

## Obyvatelstvo
Puschwitz leží v lužickosrbské oblasti osídlení. Velká část obyvatel, především pak v místních částech Jeßnitz, Guhra a Lauske, používá hornolužickou srbštinu jako mateřský jazyk.

## Pamětihodnosti
- kované a litinové kříže s kamennými podstavci
- panské domy v Puschwitz, Jeßnitz a Lauske

## Osobnosti
- Paul Erich Krawc (německy Paul Erich Schneider; 1907–1995), lužickosrbský pedagog a vlastivědec